# Marta da Caquécia
Marta foi uma princesa georgiana da dinastia Bagrationi e esposa do xá Abas I (r. 1588–1629). Ela casou-se com o xá em 20 de setembro de 1604, mas divorciaram-se em ca. 1614. Marta era filha de Davi I e sua esposa Catevã, a Martir, filha de Achotã I.